# انرژی الکتریکی در کانادا
انرژی الکتریکی در کانادا از قرن نوزدهم میلادی تا کنون نقش مهمی در اقتصاد و سیاست کشور کانادا ایفا کرده‌است. سازماندهی و مدیریت این بخش توسط استان‌ها و قلمروهای کانادا انجام می‌گیرد. در بیشتر استان‌ها، شرکت‌های بزرگ دولتی یکپارچه شده با شرکتهای خدمات عمومی، وظیفه تولید، انتقال و توزیع انرژی الکتریکی را بر عهده دارند. در سال‌های گذشته استان‌های انتاریو و آلبرتا به منظور افزایش بهره‌وری اقتصادی و ایجاد رقابت و سرمایه‌گذاری اقدام به ایجاد بازار برق کرده‌اند.
کانادا پس از چین بزرگترین تولیدکننده نیروی برق‌آبی در جهان است، سهم نیروی برق‌آبی در سال ۲۰۰۷ میلادی حدود ۵۸٪ کل تولید برق این کشور بود. از سال ۱۹۶۰، اجرای پروژه‌های عظیم برق‌آبی به ویژه در کبک، بریتیش کلمبیا، منیبا و نیوفاندلند و لابرادور ظرفیت تولید انرژی الکتریکی کانادا را به چشمگیری افزایش داده‌است. کانادا هم‌چنین ششمین کشور تولیدکننده برق از انرژی هسته‌ای است، در سال ۲۰۱۳ حدود ۹۷ میلیارد کیلووات ساعت میزان تولید برق هسته‌ای در کشور کانادا بوده‌است. در آوریل ۲۰۱۴، استان انتاریو به عنوان اولین منطقه در آمریکای شمالی مصرف زغال‌سنگ را به‌طور کامل از چرخه تولید برق حذف کرد.

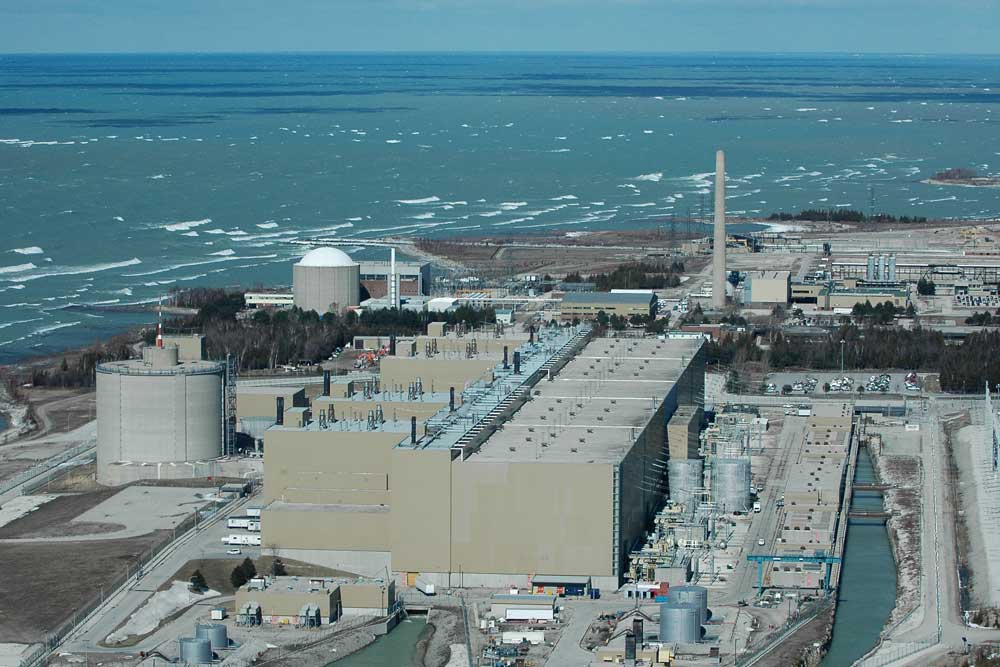
نیروگاه هسته‌ای بروس، دومین نیروگاه بزرگ هسته‌ای جهان با ظرفیت تولید ۶۲۷۲ مگاوات در انتاریو

مشترکان خانگی، اداری و صنعتی بیشترین سهم مصرف نیروی برق در کانادا را دارا هستند. در سال ۲۰۰۷ مصرف سرانه برق در کانادا با میانگین ۱۶٬۹۹۵ کیلووات ساعت در سال بیشترین مصرف سرانه در جهان بود.

## تاریخچه

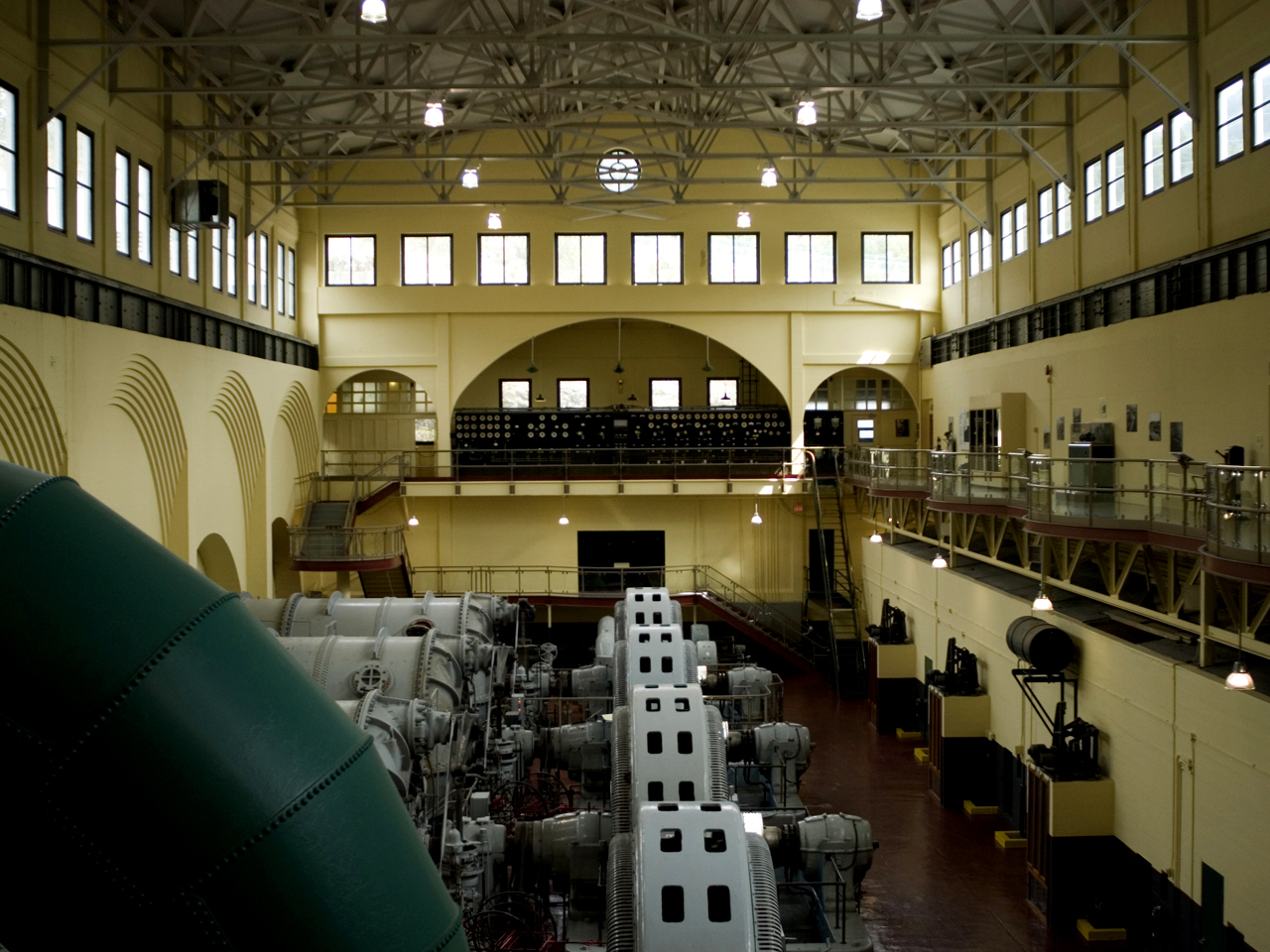
نیروگاه آبشار استیو در بریتیش کلمبیا

توسعه صنعت برق در اوایل قرن بیستم میلادی تأثیر عمیقی بر اقتصاد و سیاست کانادا گذاشت و به نوعی نماد گذار از صنعت قدیمی قرن نوزدهم به صنعت مدرن و متنوع کانادا تبدیل شد. در سال ۱۸۹۰ میلادی ۳ شرکت به منظور ایجاد شبکه انرژی بخش کانادایی آبشار نیاگارا شروع به رقابت کردند که در نهایت با چند سال تأخیر در سال ۱۹۰۴ به بهره‌برداری رسید. پس از جنگ جهانی اول نیز شرکت‌های خدمات شهری در استان‌ها ایجاد شد.نیکلا تسلا طراح اصلی تولید الکتریسیته از آبشار نیاگارا بود.

## ساختار
صنعت برق کانادا اساساً بر پایه مسئولیت استانی، قلمرویی است به این‌گونه که تمامی استان‌ها و قلمروها به‌طور مستقل در تعیین هیئت مدیره‌های شرکت‌های خدمات شهری و تنظیم نرخ تبادل انرژی در بخش‌های انتقال و توزیع اقدام می‌کنند.
فرایند مقررات‌زدایی که از دهه ۱۹۹۰ میلادی که به منظور ترویج بازار عمده‌فروشی آغاز شد برخی از مفاهیم چون تمرکز زدایی از تولید، انتقال و توزیع را تغییر داد.

## تولید

تولید نیروی الکتریکی در کانادا

در سال ۲۰۱۰ کانادا به میزان ۵۶۶٫۸ تترا وات‌ساعت نیروی الکتریکی تولید کرد، به‌طور تقریبی حدود ۸۲۲ واحد تولید برق با ظرفیت نامی ۱۳۰٬۵۴۳ مگاوات ساعت در حدفاصل اقیانوس اطلس تا اقیانوس آرام قرار دارد. ظرفیت نصب شده تولید برق کانادا در سال ۲۰۰۰ میلادی برابر ۱۱۱٬۰۰۰ مگاوات بود.
در سال ۲۰۱۰، نیروی برق‌آبی ۶۳٫۷٪، هسته‌ای ۱۵٪، زغال سنگ ۱۳٫۱٪، گاز طبیعی ۶٫۲٪، نیروی باد ۰٫۶٪، نفت سیاه ۰٫۵٪ و چوب ۰٫۴٪ تولید انرژی الکتریکی در کانادا را تشکیل می‌دادند.

با این حال باید توجه داشت که این آمار در استان‌ها و قلمروها بر اساس موقعیت جغرافیایی و منابع در دسترس تفاوت می‌کند. به عنوان مثال در استان آلبرتا یا نووا اسکوشیا استفاده از زغال‌سنگ به ترتیب با ۶۶٫۹٪ و ۵۸٫۲٪ بیشترین سهم در تولید برق را داراست و در استان‌های با منابع آبی غنی مانند منیبا و کبک نیروی برق‌آبی به ترتیب با ۹۹٫۵٪ و ۹۷٫۲٪ بیشترین سهم در تولید را به عهده دارد.
در انتاریو پرجمعیت‌ترین استان کشور، شرکت انتاریو هایدرو (متولی تولید و توزیع برق) بین سال‌های ۱۹۶۶ تا ۱۹۹۳ میلادی ۱۸ راکتور کاندو و با ظرفیت ۱۱٬۹۹۰ مگاوات در سه محل متفاوت: پیکرینگ، دارلینگتون و براوس احداث کرده‌است.
در سال ۲۰۰۹ تولید برق در کانادا به ازای هر نفر، ۱۸٬۵۶۶ کیلووات ساعت بود.

## انتقال
شبکه انتقال برق در کانادا بیش از ۱۶۰٬۰۰۰ کیلومتر است. به خاطر این که شهرهای پرجمعیت در جنوب و نزدیک مرز با آمریکا و نیروگاه‌های بزرگ برق‌آبی و هسته‌ای در شمال هستند، شبکه‌های انتقال عموماً در محور شمال-جنوب کشور احداث شده‌اند.

شبکه‌های انتقال کانادا با شبکه قاره‌ای متصلند، از همین رو، شرکت‌های انتقال برق در استان‌هایی که با آمریکا مرز مشترک وجود دارد، با شرکت‌های مشابه آمریکایی جهت پایداری و قابلیت اطمینان شبکه مشارکت دارند.